# Julián Coronel
Julián Coronel (23 października 1958 w Paragwaju) – piłkarz paragwajski występujący podczas kariery na pozycji bramkarza.

## Kariera klubowa
Coronel podczas kariery piłkarskiej występował w klubach z Asunción: Independiente, Guaraní i Olimpia.

## Kariera reprezentacyjna
Coronel występował w reprezentacji Paragwaju w 1986. W tym roku był w kadrze na Mistrzostwa Świata w Meksyku.
W 1979 uczestniczył w Mistrzostwa Świata U-20. Na turnieju w Japonii reprezentacja Guaranich odpadła w ćwierćfinale, a Coronel wystąpił w dwóch meczach z Kanadą i ZSRR.